# 台豐高爾夫球場

台豐高爾夫球俱樂部，簡稱台豐球場，由台灣玻璃公司創辦人林玉嘉創立於1977年，並於1981年開場。
台豐高爾夫球場位於臺灣彰化縣大村鄉，佔地70甲，18洞全長6,400碼，標準桿72桿，果嶺採用TifEagle(老鷹草），果嶺球速達10。

## 歷史
- 2001年，原董事長林玉嘉卸任並由其子台灣玻璃公司現任總裁林伯實接任董事長一職。 [1]

- 2010年，台豐高爾夫球俱樂部現任董事長林伯實邀請普立茲克建築獎Pritzker Architecture Prize 得主，葡萄牙籍建築師Álvaro Siza阿爾瓦多・西薩及夥伴建築師Carlos Castanheira設計並增建四棟建築，並將其命名為西薩會所Siza House，以其父林玉嘉及其母林蔡卿卿命名為嘉卿會所Chia Ching House、茶屋Tea House、守衛屋Gate House，為台灣首座Álvaro Siza建築作品。 [2] [3] [4] [5]

- 2016年2月，西薩會所啟用。 [6] [7]

- 2020年10月，嘉卿會所啟用。 [8] [9]

- 2021年，舉辦台灣高壇首屆男女職業高爾夫對抗賽，採用萊德盃Ryder Cup賽制，男子球道全長7,205碼；女子球道全長6,308碼。 [10] [11]

## 舉辦賽事
- 2005年，首屆台豐公開賽。 [12] [13]
- 2006年，第二屆台豐公開賽。 [14]
- 2007年，第一屆台豐對抗賽。 [15]
- 2008年，第一屆台豐對抗賽。 [16]
- 2008年，第一屆台豐女子國際公開賽。 [16]
- 2009年，第二屆台豐女子國際公開賽。 [17]
- 2009年，2009 台豐公開賽。 [18]
- 2010年，2010 台豐女子國際公開賽。 [19]
- 2010年，2010 台豐公開賽。 [20]
- 2011年，2011 台豐女子國際公開賽。 [21]
- 2012年，2012 台豐女子國際公開賽。 [22]
- 2014年，2014 台豐女子國際公開賽。 [23]
- 2014年，2014 台豐ADT公開賽。 [24]
- 2015年，2015 台豐女子國際公開賽。 [25]
- 2015年，2015 台豐ADT公開賽。 [26]
- 2016年，2016 台豐ADT公開賽。 [27]
- 2017年，2017 台豐ADT公開賽。 [28]
- 2018年，2018 台豐ADT公開賽。 [29]
- 2019年，2019 台豐ADT公開賽。 [30]
- 2020年，2020 台豐尊榮女子職業高爾夫球邀請賽。 [31]
- 2020年，2020 台豐尊榮男子職業高爾夫球邀請賽。 [32]
- 2020年，2020 台豐公開賽。 [33]
- 2021年，2021 首屆台豐男女職業高爾夫對抗賽。 [10] [11]
- 2021年，2021 台豐公開賽。 [34] [35]

## 外部連結
- （繁體中文） 台豐高爾夫俱樂部 （页面存档备份，存于）